# منتخب النرويج لكرة قدم الصالات
منتخب النرويج لكرة قدم الصالات هو ممثل النرويج الرسمي في المنافسات الدولية في كرة الصالات
.

## وصلات خارجية
- الموقع الرسمي